# Pat Sullivan
Pat Sullivan (ur. 22 lutego 1885 w Sydney, zm. 15 lutego 1933 w Nowym Jorku) – australijski producent filmowy.